# اکسل گوسند
اکسل گوسند (انگلیسی: Axel Guessand؛ زادهٔ ۶ نوامبر ۲۰۰۴) بازیکن فوتبال است.
وی همچنین در تیم ملی فوتبال زیر ۱۸ سال فرانسه بازی کرده‌است.